# Nancy Yáñez
Nancy Adriana Yáñez Fuenzalida, coneguda simplement com a Nancy Yáñez   (Quemchi, 1965), és una advocada i acadèmica xilena. El 2022, va ser nomenada pel president Gabriel Boric ministra del Tribunal Constitucional, organisme en el qual va ser elegida presidenta poc després.

## Formació
Va estudiar Dret a la Universitat de Xile i va aconseguir el títol d'advocada el 1990. El seu treball de final grau tracta dels drets humans dels pobles indígenes en el dret internacional i incideix en el cas dels maputxes a Xile. Posteriorment, va fer un màster en la Universitat de Notre Dame i va doctorar-se en Dret per la mateixa Universitat de Xile.

## Carrera
Al llarg de la vida, s'ha anat especialitzant sobretot en matèries de drets dels indígenes, dret territorial i dret d'aigües. Entre el 1990 i el 1993, va treballar com a advocada de la Comissió Especial de Pobles Indígenes. Llavors, durant el govern d'Eduardo Frei Ruiz-Tagle, va ser la Cap de Gabinet de la Subsecretaria de Béns Nacionals. El 2003, va participar en la Comissió de Veritat Històrica i Nou Tracte amb els Pobles Indígenes.
Pel que fa a l'àmbit acadèmic, és professora de la càtedra d'antropologia jurídica de la mateixa Facultat de Dret de la Universitat de Xile i ho va ser de l'assignatura de Dret a la Universitat de Teica el 2013. A la primera hi va ser, a més, directora del Centre de Drets Humans del 2018 al 2022.
El 27 d'abril de 2022, va ser designada pel president Gabriel Boric com a ministra del Tribunal Constitucional de Xile junt amb Daniela Marzi Muñoz. Més endavant, el juliol de 2022, va ser elegida presidenta del mateix tribunal.

## Obra
- Derechos humanos de los pueblos indígenas en el derecho internacional y su implicancia en el caso chileno (1990)
- La reforma agraria y las tierras mapuches: Chile 1962-1975 (2005)
- El gobierno de Lagos, los pueblos indígenas y el "nuevo trato": Las paradojas de la democracia chilena (2007)
- La gran minería y los derechos indígenas en el norte de Chile (2008)
- Los pueblos indígenas y el derecho (2013)